# Bali Ram Bhagat
Pour les articles homonymes, voir RAM.
Bali Ram Bhagat (né le 7 octobre 1922 à Patna et mort le 2 janvier 2011 à New Delhi) était un homme politique indien, membre du Congrès national indien.

## Biographie

### Jeunesse et formation
Bali Ram Bhagat est né dans une famille de Yadav dans la ville de Patna, situé dans l'état de Bihar en Inde. Il est titulaire d'un baccalauréat au Collège de Patna (en) et d'une maîtrise en économie de l'Université de Patna.

### Carrière
Bhagat rejoint le Congrès national indien en 1939 pendant le mouvement pour l'indépendance de l'Inde. Il quitte le collège pour participe au mouvement Quit India (littéralement « quittez l'Inde ») émis par Gandhi le 8 août 1942, au cours duquel il publie deux hebdomadaire clandestins Our Struggle et Non-Violent Revolution.
Après l'indépendance en 1947, il est élu député d'Arrah pendant six mandats, dont les cinq premiers. Cette même année il fonde le Rashtra Doot, un hebdomadaire hindi progressiste de Patna. Bhagat perd son siège au profit de Chandradeo Prasad Verma (en) lors des élections législatives de 1977, et le Congrès perd également, pour la première fois, le pouvoir en Inde.
Entre 1963 et 1967, Bhagat est ministre d'État à la planification et aux finances, puis ministre au ministère de la Défense pendant une courte période en 1967 avant de devenir ministre d'État aux Affaires étrangères la même année. Bhagat est devenu membre du cabinet en 1969 lorsqu'il a été nommé ministre du Commerce Extérieur et de l'Approvisionnement. Plus tard, il a été ministre de l'Acier et du Génie lourd pendant huit mois.
Bhagat a été réélu président du huitième Lok Sabha de 1976 à 1977, durant la turbulente dernière année du premier règne d'Indira Gandhi en tant que premier ministre.
Bhagat est élu ministre des Affaires étrangères de l'Inde de 1985 à 1986, sous la direction de Rajiv Gandhi, le fils de Indira.
Il a été élu gouverneur de l'Himachal Pradesh en février 1993 puis gouverneur du Rajasthan du 30 juin 1993 au 1er mai 1998.

### Décès
Bali Ram Bhagat est décédé à l'âge de 88 ans, le 2 janvier 2011, à New Delhi, en Inde.

## Œuvres
Livres
- Non-Alignment
- Present and Future
- Commonwealth Today